# 世嘉中国
世嘉中国，全称世嘉（中国）网络科技有限公司，是中国一家游戏公司，于2005年10月成立，为世嘉在中国的子公司，专门运营世嘉的网络游戏。2007年5月30日，世嘉中国解散。

## 历史
2005年10月，世嘉（中国）网络科技有限公司在北京正式成立，后设上海分公司，逐渐将业务重心迁移到华东地区。
2005年11月16日，世嘉中国的嘉游平台上线。
2006年7月，上海一家网络游戏媒体邀请了一些合作伙伴与公司员工一道去浙江桐庐免费参加野外拓展活动。120多人的拓展团队中，有四位队员（三女一男）来源于世嘉中国。在活动中，世嘉中国其中一名女公关指责“一大早集合为什么不给准备早餐”、“野外露营基地怎么不是五星级”、“没有淋浴怎么能洗澡”、“请客就应该是去腐败，而不是去受苦”，与主持人发生语言冲突后扬言要狠扁教练主持人；后该女公关被称为“游戏史上最牛女公关”，事情被称为“野游门事件”。发生此事后，世嘉中国撤销公关部，同时以广告为筹码打压各家媒体，要求媒体撤销不利于自己的负面消息。此后中国大陆大部分媒体对世嘉中国持抵制态度。
2006年10月31日，世嘉中国进行裁员，裁员总数超过50名，被裁员工主要是世嘉战略部、市场部以及PR等部门，世嘉对被裁员工给予两个月工资做为赔偿。
2006年11月，世嘉中国网络科技总经理柏口之宏离职，原销售部总监兼技术部总监加腾贵治出任总经理。
2007年2月8日，北京歌华资讯和世嘉在北京举办“北京歌华网络文化资讯有限公司&世嘉（中国）网络科技有限公司07年度产品发布会”，宣布2007年将在中国内地发行四款网络游戏：《彩虹骑士OL》、《桶桶OL》、《三国征战》和《樱花大战OL》。
2007年5月30日，世嘉中国正式宣布解散。

## 旗下产品

### 游戏平台
- 嘉游

### 游戏
- 《碰碰冰》
- 《破坏地带》
- 《功夫金刚》
- 《彩虹骑士》
- 《彩虹骑士OL》
- 《桶桶OL》
- 《三国征战》
- 《樱花大战OL》（未发行）